# Bad for Good: The Very Best of Scorpions
Albums de Scorpions
Gold
(2002) Box of Scorpions
(2004)
Bad for Good: The Very Best of Scorpions est une compilation du groupe de hard rock allemand Scorpions réalisée le 28 mai 2002. À noter que les deux derniers titres de cet album, ont été exclusivement écrits pour cette compilation.

## Liste des titres
| No  | Titre                             | Durée |
| --- | --------------------------------- | ----- |
| 1.  | Rock You Like a Hurricane         | 4:12  |
| 2.  | Loving You Sunday Morning         | 5:36  |
| 3.  | The Zoo                           | 5:28  |
| 4.  | No One Like You                   | 3:56  |
| 5.  | Blackout                          | 3:47  |
| 6.  | Still Loving You (Single version) | 4:48  |
| 7.  | Big City Nights                   | 4:08  |
| 8.  | Believe in Love (Single version)  | 4:04  |
| 9.  | Rhythm of Love                    | 3:48  |
| 10. | I Can't Explain                   | 3:22  |
| 11. | Wind of Change                    | 5:10  |
| 12. | Send Me an Angel                  | 4:32  |
| 13. | Don't Believe Her                 | 4:54  |
| 14. | Tease Me Please Me                | 4:42  |
| 15. | Hit Between the Eyes              | 4:31  |
| 16. | Alien Nation (Single version)     | 5:01  |
| 17. | Cause I Love You (inédit)         | 3:44  |
| 18. | Bad For Good (inédit)             | 4:02  |

Source des titres et durées.